# Linea Meikō
La linea Meikō (名港線?, Meikō-sen), anche chiamata linea 2 o linea E per via del prefisso delle sue stazioni, è una linea della metropolitana di Nagoya nella città di Nagoya in Giappone. La linea collega le stazioni di Kanayama e Nagoyakō passando per il quartiere di Minato-ku nella zona portuale della città. Il colore della linea sulle mappe è il lilla, con una striscia bianca. I treni proseguono sulla linea Meijō.

## Storia
La linea era inizialmente parte della linea Meijō. Quando la linea 4, la parte più orientale dell'attuale linea circolare venne completata nel 2004, questa venne rinominata in Linea Meijō, e la parte rimanente, fra Kanayama e Nagoyakō, fuori dall'anello, venne chiamata linea Meikō. Il nome Meikō deriva dai kanji abbreviati per Porto di Nagoya.

## Stazioni
| Num.                                 | Stazione                             | Giapponese                           | Dist. interst.                       | Dist. totale                         | Collegamenti                                                                                      | Posizione                            | Posizione                            |
| Servizio diretto da/per linea Meijō. | Servizio diretto da/per linea Meijō. | Servizio diretto da/per linea Meijō. | Servizio diretto da/per linea Meijō. | Servizio diretto da/per linea Meijō. | Servizio diretto da/per linea Meijō.                                                              | Servizio diretto da/per linea Meijō. | Servizio diretto da/per linea Meijō. |
| ------------------------------------ | ------------------------------------ | ------------------------------------ | ------------------------------------ | ------------------------------------ | ------------------------------------------------------------------------------------------------- | ------------------------------------ | ------------------------------------ |
| E01                                  | Kanayama                             | 金山                                 | 0,0                                  | 0,0                                  | Linea principale Chūō Linea principale Tōkaidō Linea Meitetsu Nagoya principale Linea Meijō (M01) | Naka-ku                              | Nagoya                               |
| E02                                  | Hibino                               | 日比野                               | 1,5                                  | 1,5                                  |                                                                                                   | Atsuta-ku                            | Nagoya                               |
| E03                                  | Rokuban-chō                          | 六番町                               | 1,1                                  | 2,6                                  |                                                                                                   | Atsuta-ku                            | Nagoya                               |
| E04                                  | Tōkai-dōri                           | 東海通                               | 1,2                                  | 3,8                                  |                                                                                                   | Minato-ku                            | Nagoya                               |
| E05                                  | Minato Kuyakusho                     | 港区役所                             | 0,8                                  | 4,6                                  |                                                                                                   | Minato-ku                            | Nagoya                               |
| E06                                  | Tsukiji-guchi                        | 築地口                               | 0,8                                  | 5,4                                  |                                                                                                   | Minato-ku                            | Nagoya                               |
| E07                                  | Nagoyakō                             | 名古屋港                             | 0,6                                  | 6,0                                  |                                                                                                   | Minato-ku                            | Nagoya                               |